# Человек, который был Четвергом
«Человек, который был Четвергом» (англ. The Man Who Was Thursday) — философский роман Г. К. Честертона, изданный в 1908 году с подзаголовком «Ночной кошмар» (англ. A Nightmare).

## Сюжет
Гэбриел Сайм, агент тайной сыскной полиции, знакомится с поэтом-анархистом Люцианом Грегори и спорит с ним о предназначении поэзии. Грегори утверждает, что поэзия есть орудие революции. Сайм не верит в то, что Грегори серьёзен в своих анархистских убеждениях. Раздражённый Грегори, желая доказать ему обратное, тайно приводит его в подпольное убежище группировки динамитчиков. Там планируются выборы одного из семи членов Центрального Европейского Совета анархистов. Грегори рассказывает, что имена членов Совета скрываются — им даются прозвища по названиям дней недели. Главарём Совета является некто, называющий себя Воскресеньем, а выбирать анархисты собираются Четверга — так как предыдущий Четверг скоропостижно умер, отравившись.
Грегори надеется стать Четвергом, но его речь на выборах встречает провал. Сайм, чтобы заняться шпионажем в самом командовании анархистской группировки, притворяется анархистом, произносит блестящую речь, и его выбирают в Совет.
В Совете Сайм видит шестерых жутких для него людей, из которых самый страшный — благодушный с виду загадочный великан Воскресенье. Совет планирует взрыв в Париже, где проходит встреча русского царя и французского президента. Однако по мере того, как назначенный для покушения день приближается, Сайм постепенно выясняет, что на самом деле все члены Совета, кроме Воскресенья, — такие же, как он, сыщики, каждый из которых, как и Сайм, считает остальных анархистами.
Объединив силы, сыщики стараются выпытать у Воскресенья, кто он вообще такой и зачем он собрал их в Совет. Это им не вполне удаётся: они только осознают, что Воскресенье тоже не анархист, а служит добру и правосудию, как и они сами.
К бывшему Совету анархистов приходит подлинный анархист — Люциан Грегори. Он обвиняет его членов в том, что они властвуют, находятся в безопасности и не знают страданий. Но Сайм отражает его нападки, рассказав о тех мучениях, которые сыщики испытали, когда каждый из них считал себя одиноким среди преступников. Тогда же он понимает, что Воскресенье специально провёл их через страдания, чтобы они могли опровергнуть обвинения зла в том, что никогда не страдали.
Сайм спрашивает Воскресенье, страдал ли тот когда-нибудь. Воскресенье громовым голосом произносит фразу, сказанную Христом в Евангелии: «Можете ли вы пить чашу, которую Я пью?» (Мф. 20:22). Сайм неожиданно падает в обморок, а, очнувшись, обнаруживает, что гуляет в парке и мирно беседует с Грегори. На этом его сон и завершается.

## Персонажи

### Совет Дней Недели
- Гэбриел Сайм («Четверг») — главный герой романа, поэт и философ, переживший трудное детство, неожиданно принятый на работу в полицию. Под видом динамитчика поступил в Центральный Европейский Совет анархистов. Открыто говорил приятелям (в частности, Грегори) о своей неприязни к анархистам, поэтому Грегори и не подозревал, что Сайм действительно служит в отделе полиции против динамитчиков. Сайм обладает удивительной интуицией и является неисправимым оптимистом.
- Гоголь («Вторник») — первый из разоблачённых сыщиков, притворявшихся динамитчиками. Воскресенье обличил его при всём Совете, после чего Вторник был изгнан и не появлялся до последних глав романа. Настоящее имя этого сыщика осталось неизвестным; он притворялся выходцем из Польши. У него был настолько пышный и лохматый рыжий парик, что он при первой же встрече показался Сайму неестественно мохнатым.
- Профессор де Вормс («Пятница», настоящее имя Уилкс) — бывший актёр, мастерски изображавший дряхлого, еле живого философа. Он интуитивно догадался, что Сайм — тоже сыщик, и рассказал ему о своём собственном притворстве после заседания Совета. До этого Сайм страшно боялся его, не понимая, как такой старик может быстро ходить по городу и оказываться везде, куда бы ни приходил сам Сайм.
- Доктор Булль («Суббота») — молодой весёлый врач, мечтавший бороться с динамитчиками, но выглядевший слишком прилично и добропорядочно, чтобы сойти за нарушителя закона. Чтобы его принимали за анархиста, он постоянно носил чёрные очки, которые придавали ему устрашающий вид. До своего разоблачения он был для Сайма самым жутким из всего Совета.
- Маркиз де Сент-Эсташ («Среда», настоящее имя инспектор Рэтклиф) — полицейский, загримировавшийся под важного дворянина-южанина. Ему было поручено отвезти бомбу в Париж, и Сайм, чтобы задержать его, вызвал его по выдуманному поводу на дуэль на шпагах. Во время дуэли и обнаружилось, что мнимый маркиз загримирован.
- Секретарь Совета («Понедельник») — последний из полицейских, которого разоблачили. Он очень хорошо притворялся искренним сторонником анархии, так, что Сайма даже трогал его фанатизм. Настоящее имя сыщика осталось неизвестным.
- Воскресенье — глава Совета анархистов, собравший всех сыщиков, оплот добра, чтобы дать отпор Грегори — олицетворению зла. Сайму Воскресенье казался страшным гигантом, под которым едва не проваливался балкон, а лицо Воскресенья напоминало ему статую Мемнона[англ.], на которую Сайм боялся смотреть в детстве. Так со всей очевидностью и не открылось, кто же всё-таки такой Воскресенье. Сыщики пришли к тому выводу, что это точно не человек. Воскресенье практически никогда не выражал гнева и ярости — напротив, он был всегда приветлив и часто шутил; именно поэтому он казался сыщикам ещё более ужасным. В конце романа выясняется, что Воскресенье был тем самым начальником полиции, который принял на работу всех членов Совета Дней Недели. Есть весьма обоснованное мнение, подтверждавшееся и самим Г. К. Честертоном[1], что за маской Воскресенья скрывается Бог[2].

### Второстепенные
- Люциан Грегори — мятежник-поэт, единственный среди персонажей настоящий анархист и бунтарь, утверждавший, что его рыжие волосы сожгут мир. Он протестовал против какой бы то ни было власти, в том числе и против Совета Дней Недели. Когда Сайм очнулся от своего кошмара, однако, он оказался в парке, рядом с Грегори, и никаких следов той вражды не осталось.
- Розамунда Грегори — рыжеволосая сестра Люциана, очень нравившаяся Сайму.
- Полковник Дюкруа — секундант Рэтклифа на дуэли последнего с Саймом. Был посвящён в тайну Совета Дней Недели, помогал сыщикам.
- Доктор Ренар — приятель полковника Дюкруа, также участвовавший в борьбе сыщиков с не существовавшими на самом деле анархистами.
- Баттонс — председатель анархистской группы, в которой состоял Грегори. Избрал Сайма на пост Четверга.
- Уизерспун — один из той же группировки анархистов, яростно полемизировавший с Грегори на выборах Четверга.

## Аннотированные издания и адаптации
- В 1923 году А. Таировым в Москве был поставлен спектакль «Человек, который был Четвергом», пьеса по мотивам романа была написана Сигизмундом Кржижановским, декорации братьев Весниных.
- В 1938 году «The Mercury Theatre» поставил радиоспектакль «Человек, который был Четвергом». Текст для спектакля написал Орсон Уэллс. Он опустил большую часть метафизических рассуждений, уделив много внимания комическим эпизодам романа.
- По роману были дважды поставлены радиоспектакли на Би-би-си. Первый раз — в 1960 году (4 эпизода), второй раз — в 2005 году (13 эпизодов).
- В 1998 году Мартин Гарднер издал книгу «Аннотированный Четверг» (англ. The Annotated Thursday)[3], в которую, кроме текста романа и комментариев к нему Гарднера, вошли заметки самого Честертона и рецензии критиков на первое издание книги.

В 1967 году кинокомпанией «APJAC Productions» было объявлено о подготовке фильма-мюзикла по мотивам «Человека, который был Четвергом», с музыкой Лесли Брикасса. Однако фильм так и не был выпущен.

## Издания по-русски
По-русски роман издавался  в 1928 г. в переводе Л. Вайсенберга, в 1989 году — в переводе Натальи Трауберг.